# Brahim El Bahri
Brahim El Bahri (ur. 26 marca 1986 w Rabacie) – marokański piłkarz grający na pozycji pomocnika w FUS Rabat.